# Saint-Séverin, Mauricie
Saint-Séverin är en kommun av typen socken (municipalité de paroisse) i provinsen Québec i Kanada. Den ligger i regionen Mauricie, i den sydöstra delen av landet, 280 km nordost om huvudstaden Ottawa. Antalet invånare var 812 vid folkräkningen 2021. Landarean är 62 kvadratkilometer.